# Hercostomus germanus
Hercostomus germanus är en tvåvingeart som först beskrevs av Christian Rudolph Wilhelm Wiedemann 1817.  Hercostomus germanus ingår i släktet Hercostomus och familjen styltflugor. Enligt den finländska rödlistan är arten nära hotad i Finland. Arten är reproducerande i Sverige. Artens livsmiljö är friska och lundartade moar. Inga underarter finns listade i Catalogue of Life.